# 橋本昇
橋本　昇（はしもと　のぼる、1948年2月6日 - ）は、福岡県北九州市出身の、日本の柔道家。階級は中量級(80kg級)。

## 経歴
天理高校1年の時にインターハイの団体戦で優勝を飾った。3年の時にはインターハイの団体戦で2位にとどまった。
天理大学へ進むと、2年の時には優勝大会でチームの優勝に貢献した。3年の時には体重別の中量級で3位に入った。続いてリスボンで開催された世界学生の中量級では決勝でフランスのタベルナを上四方固で破ったのをはじめオール一本勝ちして優勝を飾った。団体戦でも決勝のフランス戦を始めとして全て一本勝ちでチームの優勝に貢献した。全日本学生選手権の中量級では3位にとどまった。天理大学外国学部からスポーツの指導者（スポーツトレーナー・体育教員免許など
・整骨師国家試験の資格が取れる）体育大の伝統校日本体育大学体育学部武道学科に編入し卒業、そのまま大学に残り指導者となり、1979年全日本柔道学生優勝大会団体戦、日体大男子柔道部を東海大学には、惜敗したものの準優勝に導いた。その後、世界学生柔道選手権大会団体戦にて日本選手団の監督になり優勝。引退、大学退職後は柔道整復師となって｢橋本接骨院｣を開業した。また、東京有明医療大学の教授にも就任。さらには、全柔連の医科学委員会特別委員にも就任した。柔道整復師士の資格は当時大学に併設された深沢・旧名称日体柔整専門学校（用賀・現日本体育大学医療専門学校)夜間部で取得されたと思われる。文武両道の選手であったと云われる。

## 戦績
- 1963年 -　インターハイ　団体戦　優勝
- 1965年 -　インターハイ　団体戦　2位
- 1967年 -　優勝大会　優勝
- 1968年 -　体重別　3位
- 1968年 -　世界学生　個人戦　中量級　優勝 団体戦　優勝
- 1968年 -　全日本学生選手権 中量級　3位

(出典、JudoInside.com)。